# Doutor Severiano
Doutor Severiano är en kommun i Brasilien.   Den ligger i delstaten Rio Grande do Norte, i den östra delen av landet, 1 500 km nordost om huvudstaden Brasília. Antalet invånare är 6 495.
Omgivningarna runt Doutor Severiano är huvudsakligen savann. Runt Doutor Severiano är det ganska tätbefolkat, med 54 invånare per kvadratkilometer.